# Fritz Getlinger

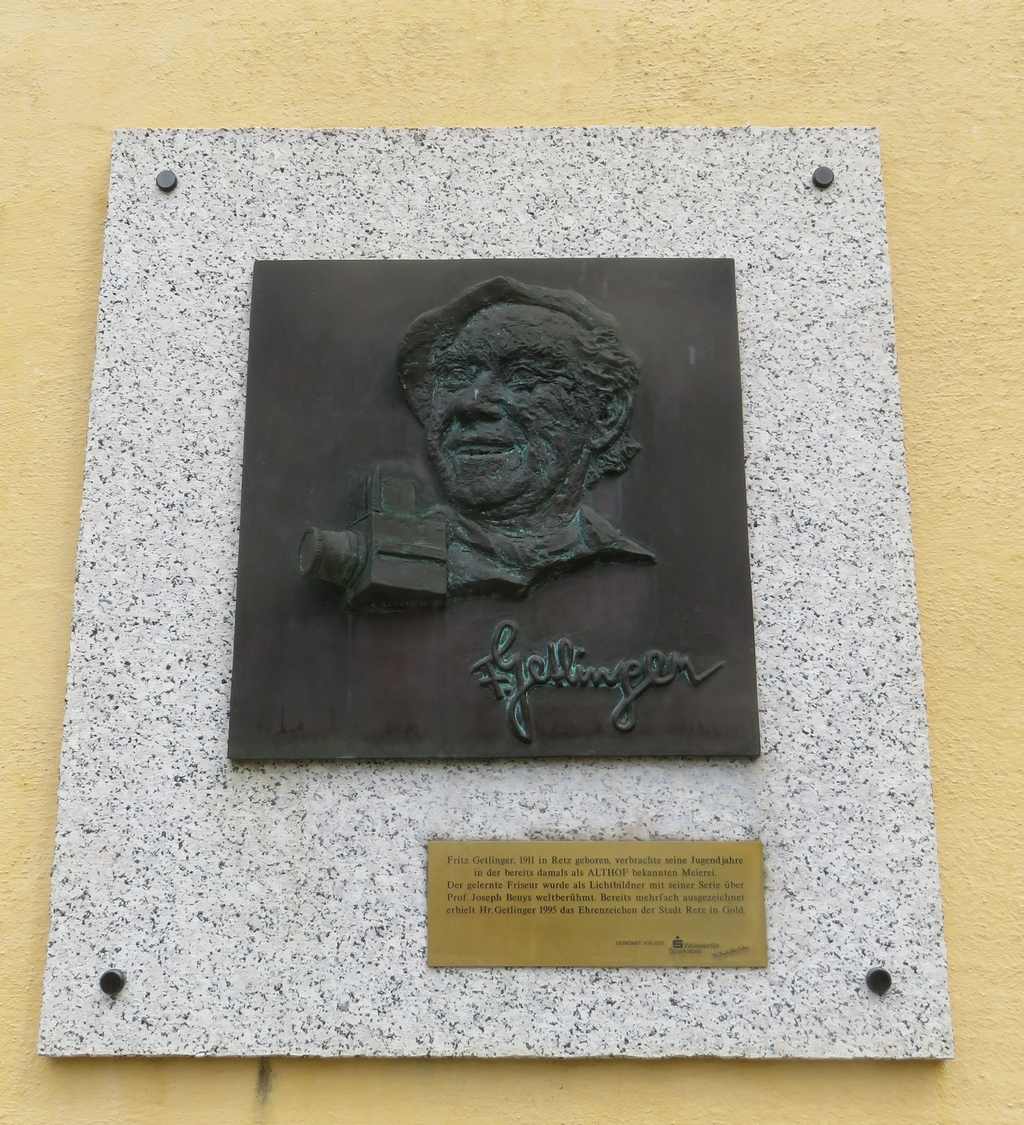
Gedenktafel im Althof Retz

Fritz Getlinger (* 21. Juni 1911 in Retz (Niederösterreich); † 16. November 1998 in Kleve) war ein deutscher Fotograf.

## Leben und Werk
Getlinger wurde im Jahre 1911 als Sohn eines Weinbauern geboren. Im Jahre 1930 legte er seine Gesellenprüfung und im Jahre 1933 seine Meisterprüfung als Friseur ab und war bis 1938 in Judenburg in der Steiermark tätig. 1938 siedelte er nach Brandenburg an der Havel über und lernte dort die Schauspielerin Josepha Ortmann kennen, die er 1940 heiratete. Im darauf folgenden Jahr wurde die Tochter Katharina geboren. Während dieser Zeit widmete er sich in seiner Freizeit der Fotografie.
Von 1940 bis 1944, während des Zweiten Weltkriegs, war er in Russland stationiert und von 1944 bis 1945 als Fallschirmjäger am Niederrhein eingesetzt. Nach Ende des Krieges lebte er bis 1949 mit Frau und Tochter in Rotenburg (Wümme), wo er als Friseur sowie als Visagist am Theater arbeitete. In dieser Zeit gewann für ihn die Fotografie immer mehr an Bedeutung. 1948 erhielt Josepha Getlinger-Ortmann ein Engagement am Klever Theater am Niederrhein, woraufhin im Jahre 1950 die gesamte Familie nach Kleve übersiedelte. Getlinger arbeitete von nun an als Pressefotograf, so für die Rheinische Post, und unternahm zahlreiche Reisen nach Italien, Frankreich, Spanien, Marokko, Jugoslawien und dem Irak, welche er fotografisch dokumentierte.
Fritz Getlinger war eng mit den in Kleve lebenden und arbeitenden Künstlern verbunden und pflegte Kontakte und Freundschaften unter anderem zu Willy Maywald und zu Joseph Beuys, den Getlinger 1950 in dem auf dem Grundstück des B.C. Koekkoek-Hauses gelegenen Atelierturms des Klever Künstlers Hanns Lamers kennenlernte. Er fertigte mehrere Porträts von diesem an und dokumentierte im Laufe der Zeit immer wieder dessen künstlerische Tätigkeit mit seiner Kamera. Im Jahre 1961 erstellte er die Photographien für Joseph Beuys’ Bewerbungsmappe um eine Professur an der Kunstakademie Düsseldorf.
Am Niederrhein wurde Getlinger hauptsächlich durch seine Fotografien bekannt, welche den Wandel der Städte und Dörfer am Niederrhein sowie der Arbeitswelt in der Nachkriegszeit aufzeigen. 1976 wurde er als Fotograf bei der Rheinischen Post pensioniert. 1981 starb seine Frau Josepha Getlinger-Ortmann.
1994 verlieh ihm die Republik Österreich das Silberne Ehrenzeichen. 1995 erhielt er das Ehrenzeichen der Stadt Retz in Gold. 1996 erhielt er den Johann-Moritz-Kulturpreis der Stadt Kleve. Getlinger verstarb 1998.

## Ausstellungen, Ehrungen und Preise
- 1937: Judenburg, Steiermark; 1. Preis Kinderphoto
- 1951: Photokina, Köln
- 1957: Internationale Ausstellung, Bangalore, Indien
- 1958: Internationale Ausstellung, Bordeaux, Frankreich; Diplom Silber-Medaille
- 1961: Kleve, Deutschland
- 1987: Fitchburg Art Museum, Fitchburg, USA
- 1990: Kalkar, Deutschland
- 1991: Joseph Beuys zum 70. Geburtstag: Photographien von Fritz Getlinger und Multiples von Joseph Beuys, Galerie Ilverich, Ilverich
- 1995: Rotenburg / Wümme, Deutschland
- 1996: Städtisches Museum B.C. Koekkoek-Haus, Kleve; Johann Moritz-Kulturpreis der Stadt Kleve
- 2000: Kleve, Deutschland

## Fotobücher
- Fritz Getlinger: Das Klever Land, Bildbeschreibung von Friedrich Gorissen, Essen 1958
- Fritz Getlinger: Photokassette Joseph Beuys, mit einer Originalarbeit des Künstlers, München 1981
- Fritz Getlinger/Alois Puyn: Von Äckern, Tieren und Menschen. Der Wandel der Landwirtschaft, Kleve 1985
- Fritz Getlinger/Alois Puyn: Trümmer, Hoffnung, neues Leben – Kleve nach dem Krieg. Zerstörung und Wiederaufbau, Kleve 1986
- Gerhard Kaldewei (Hrsg.): Getlinger photographiert Beuys 1950–1963, Köln 1990